# Orange (New South Wales)
Orange este un oraș cu 31.500 de locuitori în statul New South Wales din Australia care se află la 250 km vest de Sydney. Ramurile industriale principale sunt mineritul și pomicultura care produce în special mere, pere și piersici. Descoperirea aurului în regiune a dus la sosirea prin anul 1851 a căutătorilor de aur.